# 亞基米夫齊 (赫梅利尼茨基州)
49°49′34″N 26°47′44″E / 49.82611°N 26.79556°E
亞基米夫齊（烏克蘭語：Якимівці）是位於烏克蘭西部的村莊，由赫梅利尼茨基州裡赫梅利尼茨基區的安東尼尼市鎮負責管轄。該村面積1.18平方公里，海拔高度294米，2001年人口289，人口密度每平方公里244.9人。